# A903 road
Die A903 road ist eine A-Straße in der schottischen Stadt Edinburgh. Bis zur Eingemeindung 1920 verlief die Grenze zwischen Edinburgh und Leith in der Straßenmitte.

## Verlauf

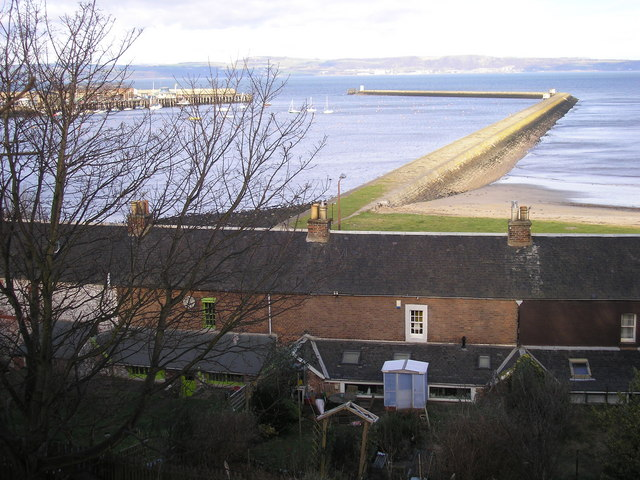
Blick von der A903 über den Granton Harbour

Die A903 beginnt im Süden im Edinburgher Stadtteil Trinity als Abzweigung von der Ferry Road (A902) gegenüber der denkmalgeschützten Inverleith Parish Church. Sie führt als Granton Road in nördlicher Richtung. Nach rund einem Kilometer dreht die A903 nach Westen ab und verläuft damit parallel der Küstenlinie. Sie endet nach einer Gesamtlänge von 1,5 km an einem Kreisverkehr am heute als Yachthafen genutzten Granton Harbour im Stadtteil Granton. In den Kreisverkehr mündet auch die A902 ein, die entlang der Küste des Firth of Forth bis in den Stadtteil Leith führt.